# Melicope trachycarpa
Melicope trachycarpa är en vinruteväxtart som beskrevs av Carl Karl Adolf Georg Lauterbach. Melicope trachycarpa ingår i släktet Melicope och familjen vinruteväxter. Inga underarter finns listade i Catalogue of Life.